# Maxime Richard
Maxime Richard (Dinant, 14 april 1988) is een Belgisch kajakker.

## Levensloop
Richard begon op zijn zevende te kajakken en werd op 16-jarige leeftijd voor het eerste geselecteerd voor het Belgisch nationaal team.
In 2009 werd Richard vice-Europees kampioen op de sprint in wildwater. Het jaar erna kon hij wel de wereldtitel pakken op dezelfde discipline. Ook in 2010 werd hij Europees belofte kampioene op de 1000m K2, samen met Olivier Cauwenbergh. In 2012 kon hij zich plaatsen voor de Olympische Spelen te Londen voor de 200m vlakwater, aldaar werd hij 13e. In 2013 werd hij in Solkan opnieuw wereldkampioen wildwater op de sprint.
In 2016 werd Richard in Banja Luka wereldkampioen op de classic en de sprint. Hij nam dat jaar niet deel aan de Olympische Spelen.